# Barcelona Open Banco Sabadell 2012
Barcelona Open Banco Sabadell 2012 — тенісний турнір, що проходив на ґрунтових кортах у місті Барселона, Іспанія з 23 квітня . Належав до категорії ATP 500, був турніром серії Відкритий чемпіонат Барселони з тенісу 2012 року.

## Фінальна частина

### Одиночний розряд
Рафаель Надаль —  Давид Феррер 7–6(7–1), 7–5

### Парний розряд
Маріуш Фирстенберг /  Марцин Матковський —  Марсель Гранольєрс /  Марк Лопес Таррес 2–6, 7–6(9–7), [10–8]